# Mývatn
Mývatn ( PRONÚNCIA; literalmente: Lago dos mosquitos) é um lago da Islândia, localizado a 50 km a leste da cidade de Akureyri.
Tem uma área de 37 km2 e está situado a uma altitude de 277 m.
O lago Mývatn é considerado pela BirdLife International como Área Importante para a Preservação de Aves.